# City of Parramatta
City of Parramatta – jeden z 38 samorządów lokalnych wchodzących w skład aglomeracji Sydney, największego zespołu miejskiego Australii. Formalnie stanowi niezależne miasto, położone na zachód od ścisłego centrum Sydney. Zajmuje powierzchnię 61 km² i liczy 148 323 mieszkańców (2006).
Lokalną władzę ustawodawczą stanowi rada miasta, składająca się z piętnastu członków, wybieranych z zastosowaniem ordynacji proporcjonalnej w pięciu trójmandatowych okręgach wyborczych. Radni wyłaniają spośród siebie burmistrza i jego zastępcę, którzy kierują egzekutywą.

## Galeria

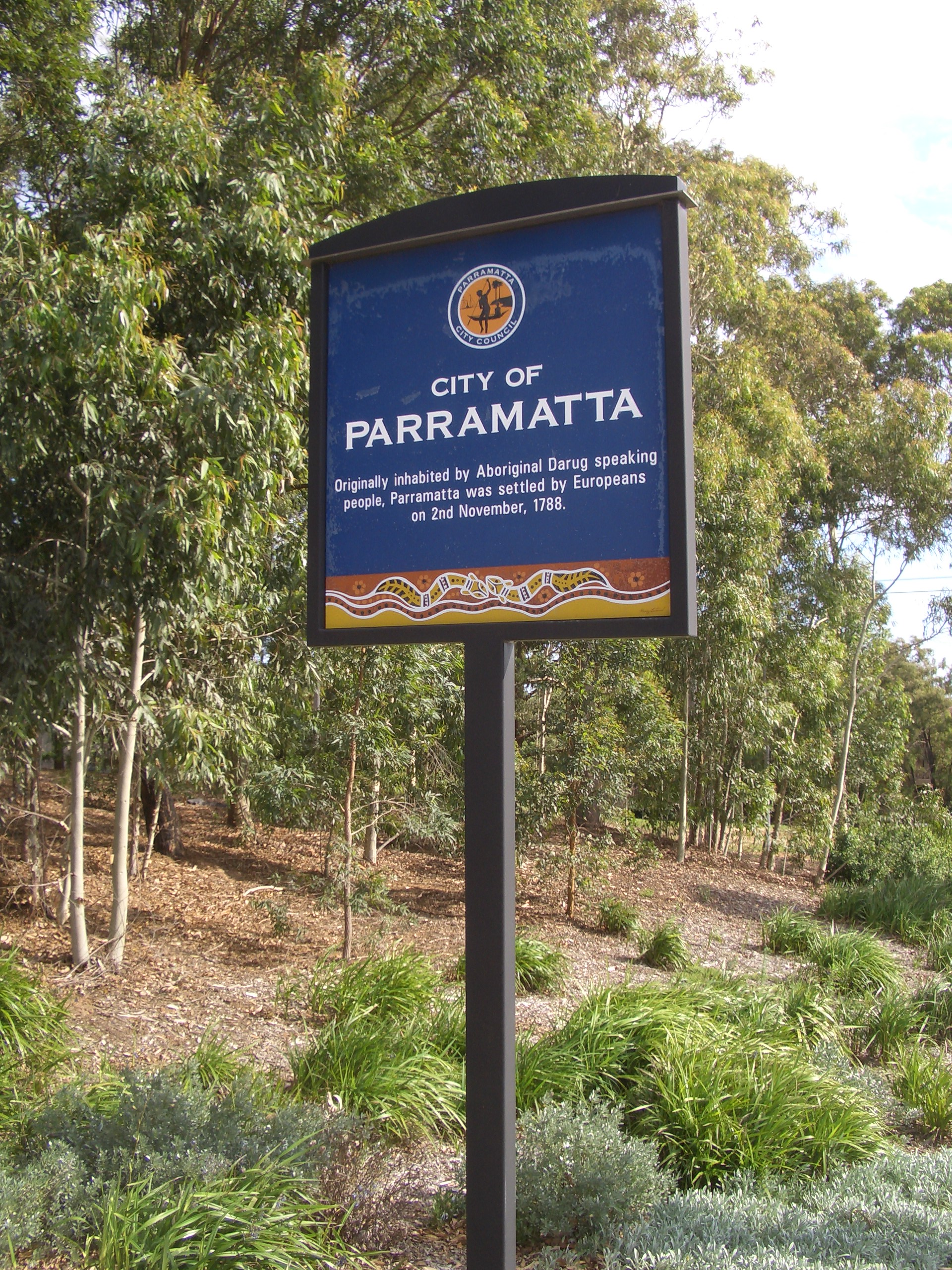
Tablica przy wjeździe na obszar samorządu
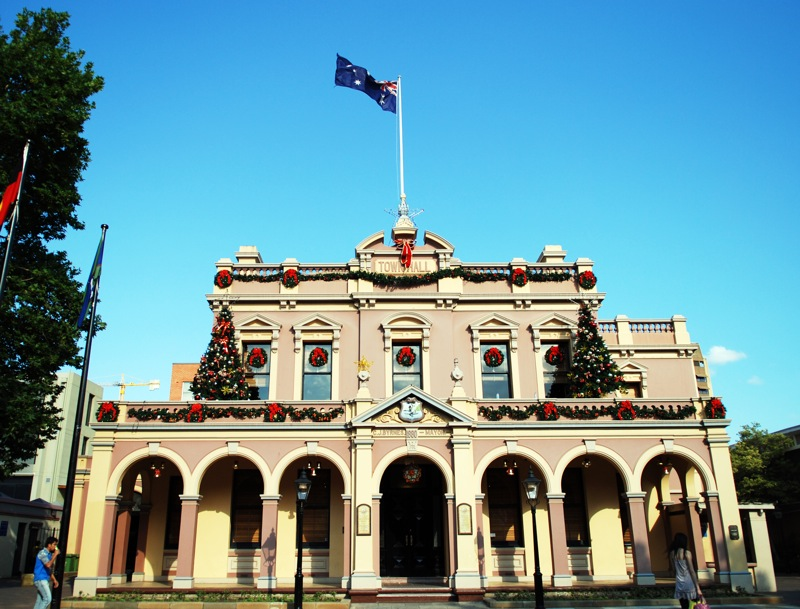
Ratusz